# Örökzöld orbáncfű
Az örökzöld orbáncfű (Hypericum calycinum) a Malpighiales rendjébe, ezen belül az orbáncfűfélék (Hypericaceae) családjába tartozó faj.

## Előfordulása
Az örökzöld orbáncfű eredeti előfordulási területe Bulgária délkeleti része, Törökország európai területe, valamint az ázsiai részének az északi fele.
Az ember betelepítette Franciaországba, Görögországba, az egykori jugoszláv államokba, a Kaukázus régióba, a Krímre, Nagy-Britanniába, Olaszországba és Új-Zélandra.

## Megjelenése
Alacsony növésű, általában 1 méter magas és 1-2 méter széles, kis elfásult cserje; a kifejlett növény ennél kisebb is lehet. A zöld, ovális alakú, átellenes párban növő levelei akár 10,2 centiméteresek is lehetnek. A virágának átmérője 3-5 centiméter; 5 sárga sziromból és számos vörösessárga porzótájból tevődik össze; egymagában vagy kettesével-hármasával nőhet. Júniustól szeptemberig nyílik.

## Képek

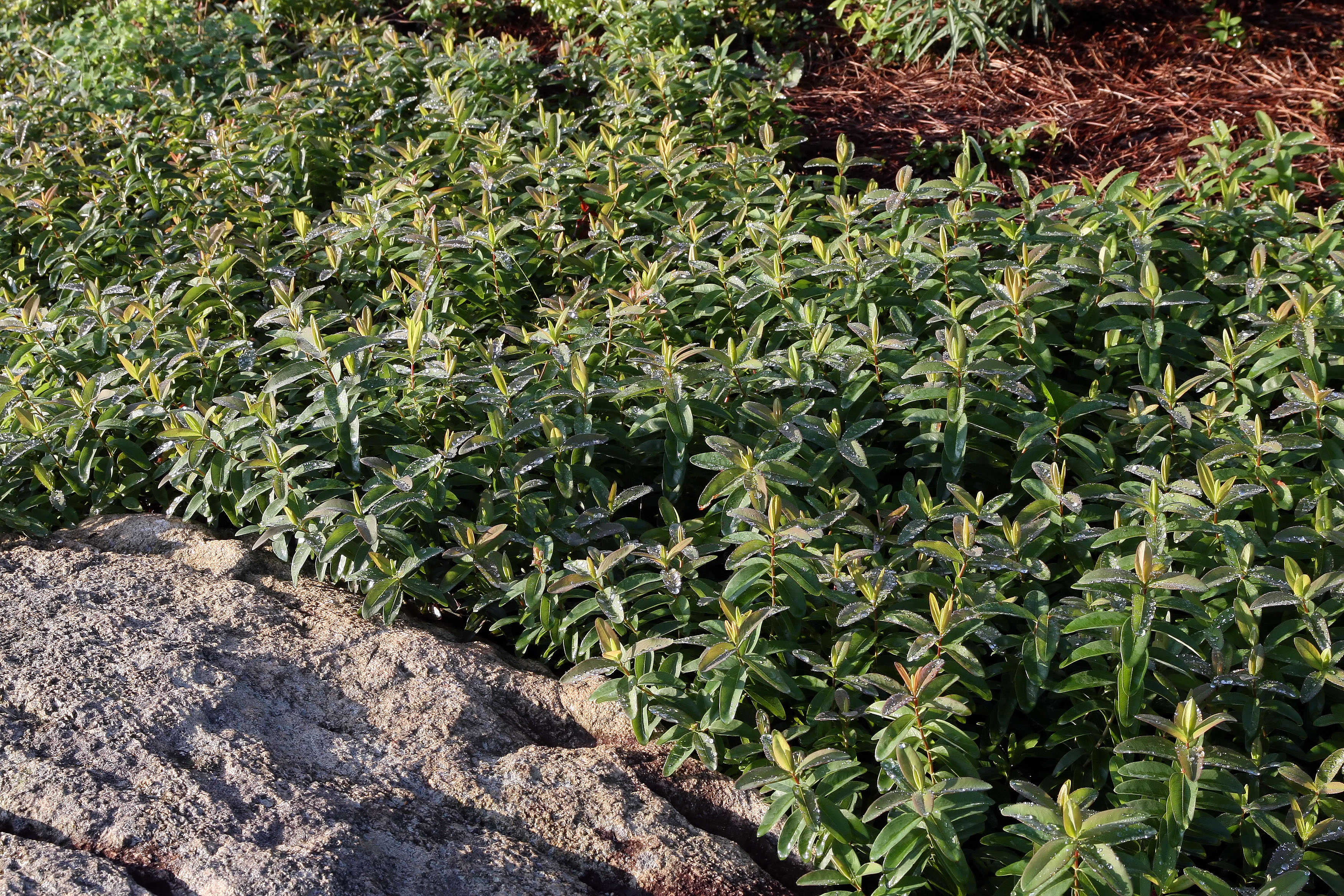
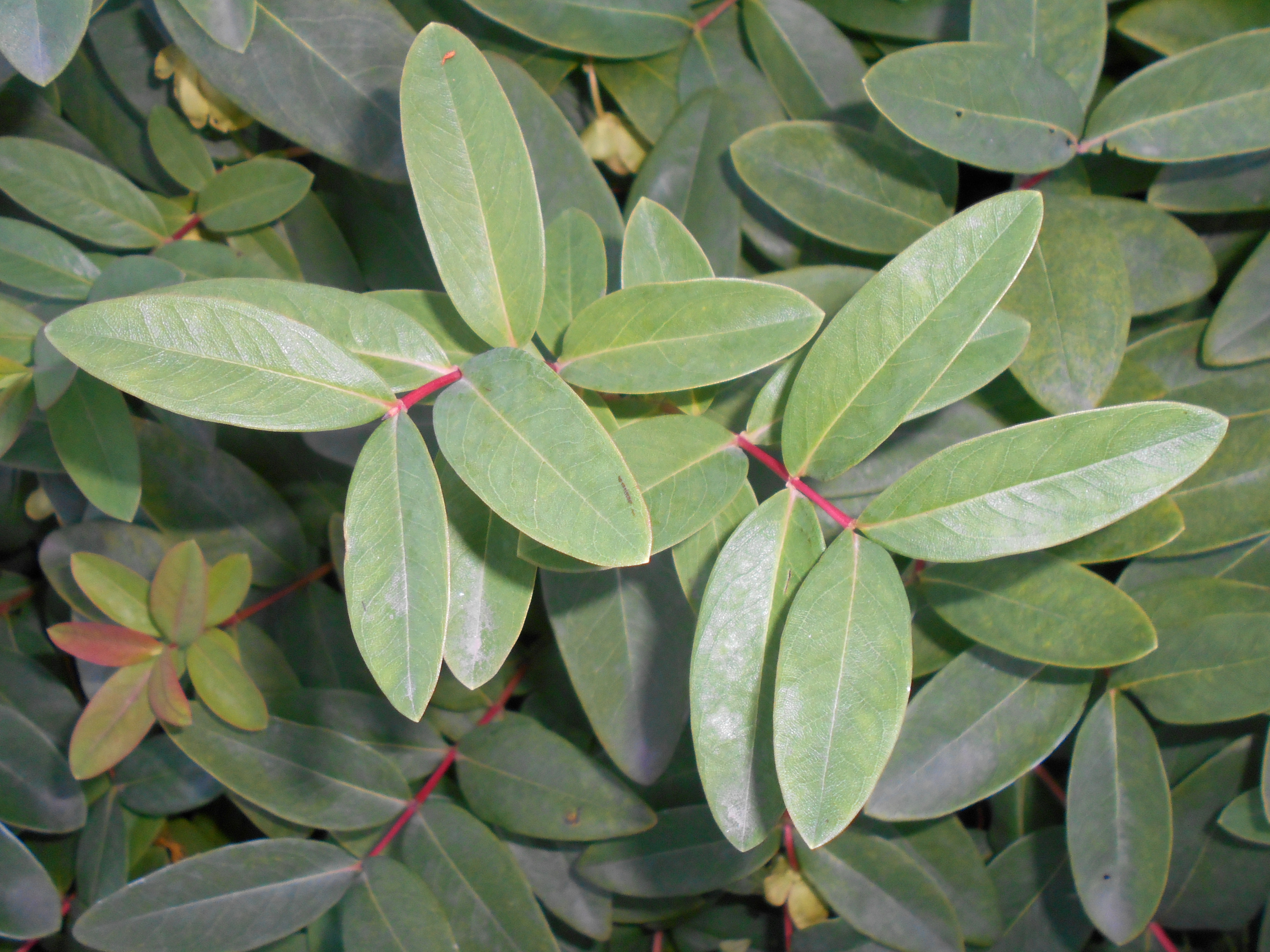
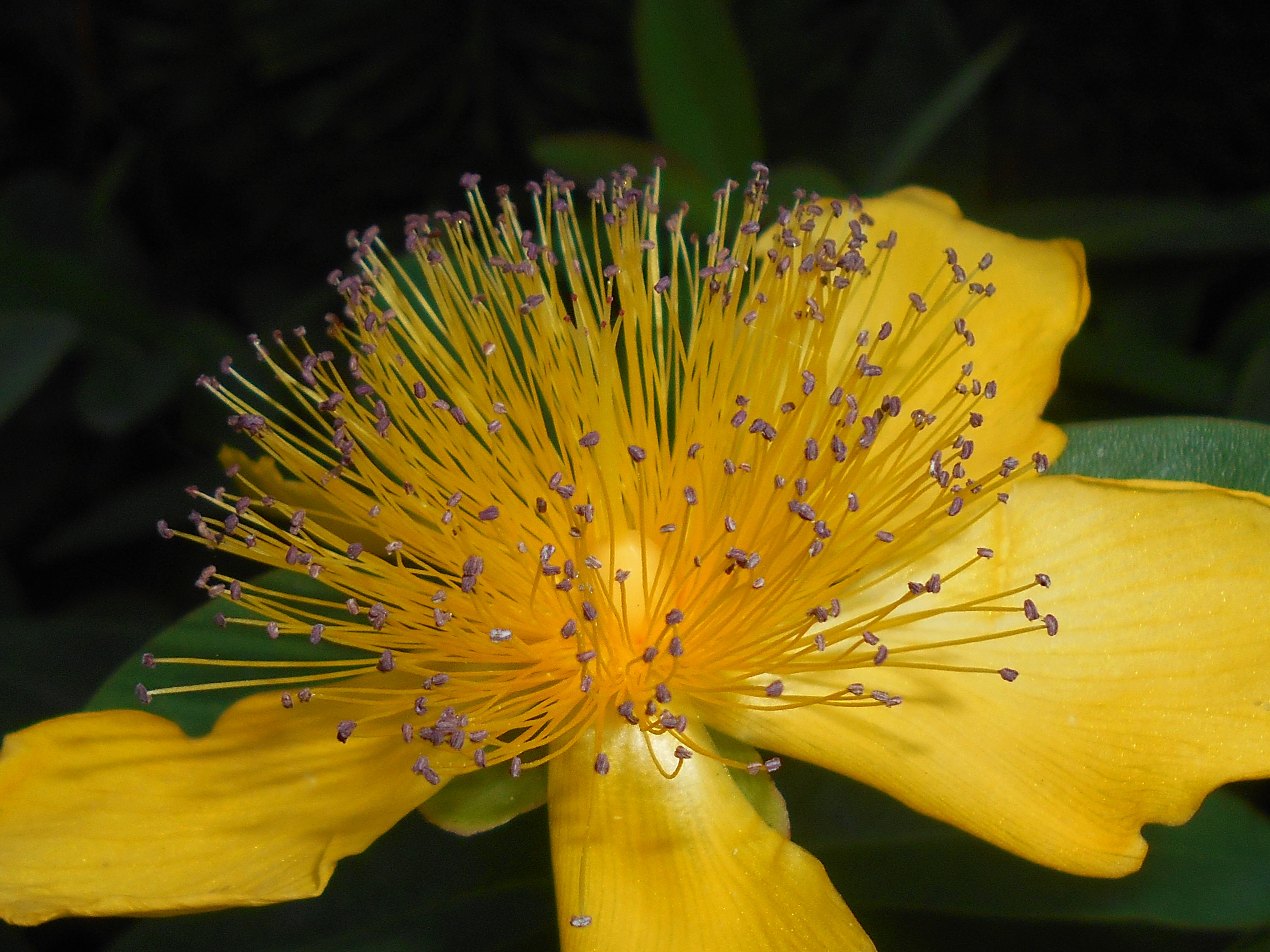
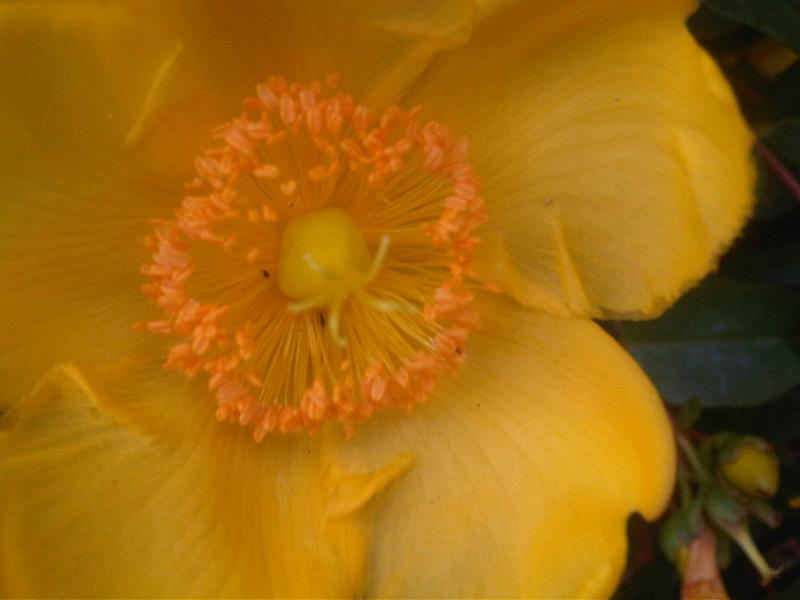
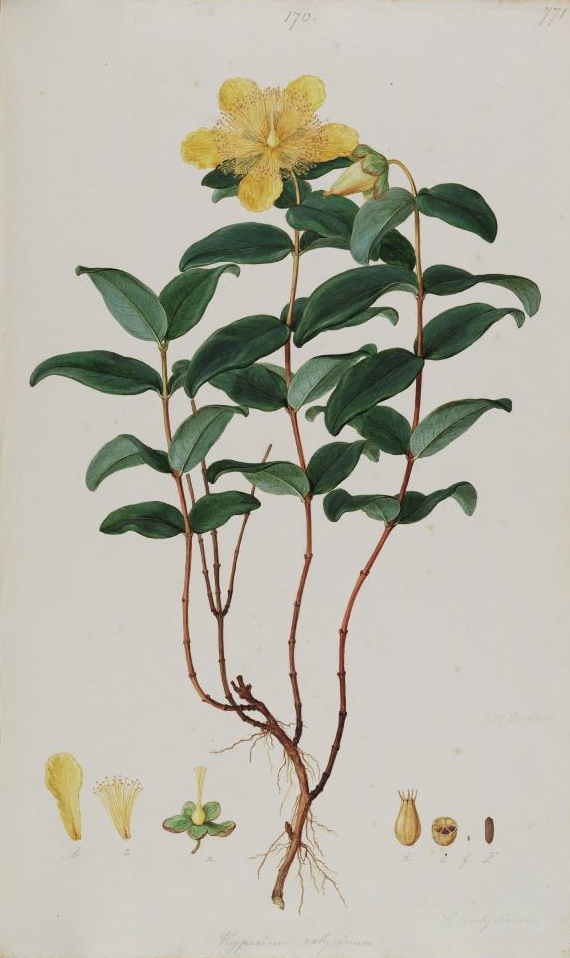
Rajz a növényről